# Desideria (1980)
Desideria ist ein 1980 entstandenes italienisch-deutsches Gesellschaftsdrama von Gianni Barcelloni mit Lara Wendel und Stefania Sandrelli in den Hauptrollen. Dem Film lag der Roman „La vita interiore“ (auf dt.: Das Innenleben) von Alberto Moravia zugrunde.

## Handlung
Die Geschichte spielt in gehobenen Gesellschaftskreisen Roms. Im Zentrum des Geschehens steht die halbwüchsige Desideria. Das brünette Mädchen wurde einst als Kind von der vermögenden Viola adoptiert. Diese gilt als Nonkonformistin, die von der Gesellschaft nicht akzeptiert wird, und hat dementsprechend auch ihr Kind, das nicht weiß, dass es adoptiert wurde, zur Rebellin und Revoluzzerin erzogen. Vom wenig ansehnlichen und pummeligen Mädchen hat sich Desideria, die „Ersehnte“, nach einem missglückten Suizid mit anschließendem Krankenhausaufenthalt zu einer halbreifen Lolita mit Unschuldsblick gemausert. Als Desideria erfährt, dass Viola nicht ihre leibliche Mutter ist, die einst als Hure arbeitete, beginnt die junge Frau endgültig mit allem und jedem zu brechen. Tiefer Hass gegen die Gesellschaft bricht in ihr durch. 
Ihre Kriegserklärung gegen ihre Mutter, die einst viel Geld für die Adoption gezahlt hat, und das Establishment bricht sich Bahn in Gestalt der Wahl ihrer Liebhaber, die Desideria selbst als Hure erscheinen lassen. Als Erstes steigt sie mit Quinto ins Bett, einem proletarischen Revolutionär, wie er im Buche steht. Doch Quinto ist für Desideria kaum mehr als ein Sexualobjekt; in Wahrheit ist seine „Revolution“, für die er zu kämpfen vorgibt, nicht mehr als die eines bürgerlichen Moralisten mit Pistole. Kurz nachdem Quinto den Verrat verübenden Genossen Erostrato – dieser war Violas Liebhaber und hatte für die Polizei Spitzeldienste geleistet – getötet hat, erschießt Desideria ihn mit seiner eigenen Waffe, und zwar ausgerechnet in der Wohnung ihrer Adoptivmutter, die Quinto als ultimativen Akt der antibürgerlichen Revolution entführen wollte. Anschließend verlässt Desideria die Wohnung und geht auf die Straße. Dort wartet bereits Viola im Wagen. Desideria steigt zu ihr, und beide fahren wortlos davon.

## Produktionsnotizen
Desideria entstand zwischen dem 14. April und dem 18. Juni 1980 und wurde am 4. September 1980 in Rom uraufgeführt. Die deutsche Erstaufführung fand am 24. Oktober 1980 in München statt.
Otto W. Retzer war einer von zwei Produktionsleitern, die Filmbauten schuf Bernardo Giovannoni.

## Kritik
„Die mißlungene Verfilmung eines Romans von Alberto Moravia schildert das Treiben einer Gruppe ungebärdiger junger Leute im Luxusmilieu Roms. […] Der halbherzige Softporno, ebenso zähflüssig wie zerstückelt inszeniert, bleibt – realitätsfern und langweilig – ganz an der Oberfläche der Probleme.“